# William Leighton Leitch

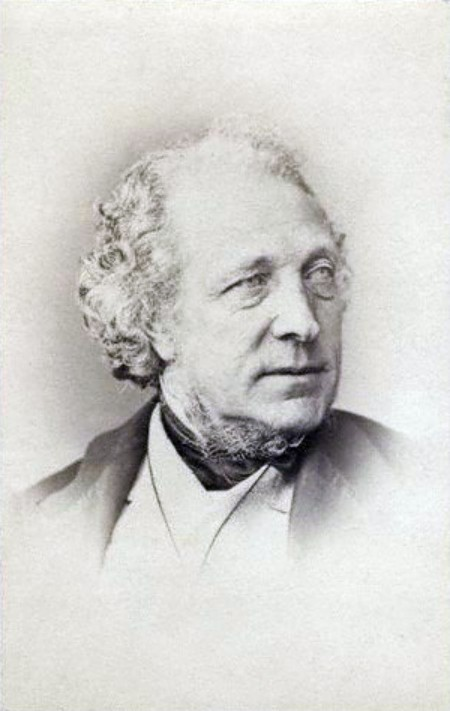
William Leighton Leitch; Fotostudio Elliott & Fry, 1860er

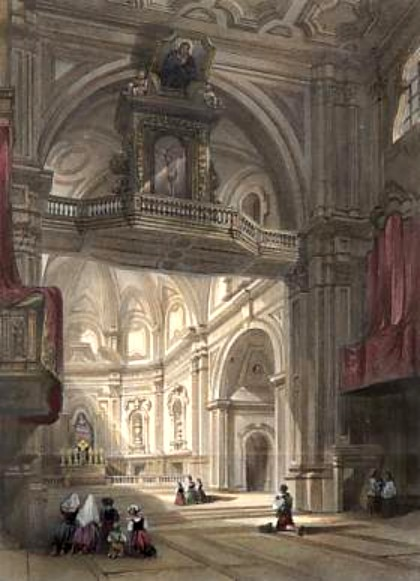
Die Kirche Santa Maria del Carmine in Neapel, 1840

William Leighton Leitch (* 22. November 1804 in Glasgow; † 25. April 1883 in St. John’s Wood, London) war ein schottischer Aquarell- und Bühnenmaler sowie Illustrator.

## Die frühen Jahre
Leitch entwickelte sehr früh eine große Neigung zur Malerei. Nach wenig erfolgreichen Ausbildungsverhältnissen in einem Rechtsanwaltsbüro und einer Weberei  begann er eine Lehre bei einem „house painter“ und Dekorateur. 1824 trat er eine Stellung als Bühnenmaler am Theatre Royal an. Im selben Jahr heiratete er Susannah Smellie, mit der er fünf Söhne und zwei Töchter hatte.
Nachdem Leitch am Theater aufgehört und sich mit dem Bemalen von Schnupftabakdosen über Wasser gehalten hatte, ging er nach London. Dort machte er die Bekanntschaft von David Roberts sowie Clarkson Stanfield und fing am Queen’s Theatre wiederum als Bühnenmaler an. Er nahm in dieser Zeit Stunden bei dem Aquarellisten Copley Fielding und fertigte außerdem Illustrationen für ein von einem Börsenmakler geplantes Buch an. Die Förderung dieses Mannes ermöglichte es Leitch, den Kontinent zu besuchen. Nachdem er 1832 in der Society of British Artists zwei Zeichnungen ausgestellt hatte, reiste er im Jahr 1833 durch Holland, Deutschland und die Schweiz nach Italien, wo er sich vier Jahre aufhielt. Er besuchte in dieser Zeit alle großen italienischen Städte sowie Sizilien und fertigte eine große Zahl von Skizzen an; dabei  besserte er seine Finanzen von Zeit zu Zeit durch Zeichenunterricht auf.

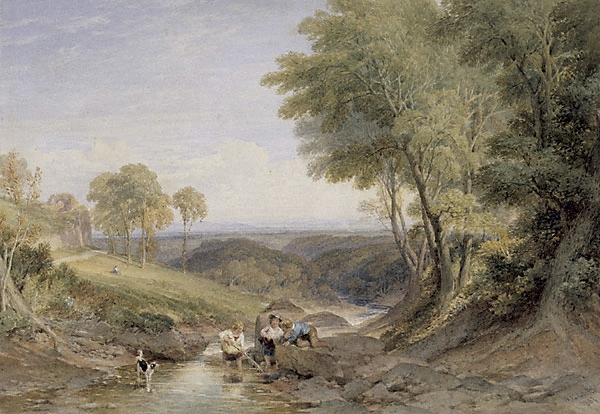
Landschaft (1867)

## Aufstieg als Künstler und Lehrer
Nach seiner Rückkehr im Juli 1837 widmete er sich als Lehrer und Künstler fast ausschließlich der Aquarellmalerei. Mit seinem Unterricht hatte er großen Erfolg in aristokratischen Kreisen; schließlich wurde er der Königin vorgestellt und war danach 22 Jahre lang als Zeichenlehrer der königlichen Familie tätig.
Zwischen 1841 und 1861 sandte Leitch gelegentlich Ölbilder an die Royal Academy of Arts. 1862 wurde er jedoch Mitglied des Royal Institute of painters in Watercolours und stellte von da an regelmäßig in diesem Institut aus. 1883 wurde er Vizepräsident dieser Gesellschaft, die nach seinem Tode in ihren Räumen am Piccadilly eine Ausstellung seiner Werke organisierte.

## Werk
Zu den Werken mit nach seinen Vorlagen gestochenen Illustrationen gehören: „Constantinople and the Turkish empire“ von Robert Walsh (1838), „The Rhine, Italy and Greece“ von G. N. Wright (1840), „Shores and islands of the Mediterranean“ von denselben Autoren (1841), „Italy“ von William Brockedon (1843), „Memorial of the royal progress in Scotland“ von Sir T. D. Lauders (1843) sowie „Scotland delineated“ von J. P. Lawson (1847–54). Die in seinem Besitz befindlichen Skizzen und wenigen fertigen Zeichnungen und Ölbilder wurden im März 1884 bei Christie’s versteigert und erzielten mehr als 9.000 pounds.